# Luciano Bacheta
Akshay Luciano Bacheta (Romford, 26 de abril de 1990) é um automobilista britânico, nascido de pais indianos e com ascendência italiana. Ele foi o campeão do Campeonato de Fórmula Dois da FIA em 2012.

## Carreira

### GP3 Series
Em 2011, Bacheta fez sua estreia na GP3 Series pela equipe RSC Mücke Motorsport.